# Джуно (фільм)
«Джуно» (англ. Juno) — американська комедійна драма режисера Джейсона Райтмана, що вийшла 2007 року. У головних ролях Елліот Пейдж, Майкл Сера, Дженніфер Гарнер.
Вперше фільм продемонстрували 1 вересня 2007 року у США на кінофестивалі у Теллурайді. В Україні у кінопрокаті прем'єра фільму відбулась 3 квітня 2008 року.

## Сюжет
Шістнадцятирічна школярка з Міннесоти Джуно МакГафф дізнається, що вагітна від свого друга і давнього шанувальника, Полі Блікера. Хоча спершу дівчина думає зробити аборт, вона відмовляється від цієї думки та вирішує віддати дитину на усиновлення. З допомогою своєї подруги Лі за оголошенням в газеті Джуно знаходить пару, яка, на думку дівчини, зможе належним чином виховати дитя. Разом зі своїм батьком Маком Джуно зустрічається з цією парою, Марком та Ванессою Лорингами, в їхньому будинку і висловлює своє бажання на закрите усиновлення.
Ванесса занадто опікується Джуно, тому спочатку їхні стосунки не складаються. Джуно і Лі бачать в магазині Ванессу, яка розмовляє з дітьми. Джуно вмовляє майбутню прийомну матір поговорити з малюком у животі, і та відчуває його удар. Стосунки Джуно з Марком складаються легше. З'ясовується, що вони обидва люблять панк-рок і жахастики. Раніше у Марка був власний рок-гурт (все пов'язане з ним з дозволу Ванесси тепер зберігається в окремій кімнаті будинку), а тепер він пише музику для рекламних роликів. Попри попередження своєї мачухи, Джуно іноді проводить з Марком деякий час.
Під час вагітності Джуно бореться зі своїми почуттями до Полі, який явно — хоча і бездіяльно — в неї закоханий. Дівчина підтримує зовнішню байдужість до нього, і водночас їй боляче і вона злиться на нього, коли дізнається, що він запросив іншу дівчину на студентський бал. Полі нагадує Джуно, що це за її ініціативою вони не спілкуються і що це вона розбила його серце. Він також говорить про те, що Джуно випробовує до нього почуття, але не хоче цього визнати.
Незадовго до народження дитини Джуно знову відвідує Марка, і цього разу їхня зустріч проходить досить емоційно. Марк повідомляє, що він іде від дружини. Коли Ванесса приїжджає додому, Марк, на її сильний подив, говорить, що поки не готовий стати батьком і що він хоче спершу здійснити свої мрії, які вона не поділяє. Джуно спостерігає за тим, як руйнується шлюб Лорингів, їде і плаче, сидячи в машині на узбіччі дороги. Потім вона ухвалює рішення, повертається до будинку Лорингів, залишає записку і їде перш ніж вони відчиняють двері.
Після відвертої розмови з батьком, Джуно нарешті примиряється зі своїм коханням до Полі. Дівчина повідомляє йому про свої почуття і переконується, що вони взаємні. На змаганнях з бігу Полі помічає, що Джуно немає на трибуні, і здогадується, що вона народжує. Полі кидається до шпиталю, щоб бути з нею (Джуно не попередила його, бо не хотіла, щоб він пропустив змагання). Прибувши на місце, Полі дізнається, що Джуно вже народила сина, і заспокоює її. До шпиталю приїжджає і Ванесса. Вона з радістю всиновлює новонародженого як мати-одиначка. А на стіні дитячої кімнати в будинку Ванесси в рамці висить записка Джуно, адресована лише їй: «Ванессо, якщо ти все ще за, то я теж за. Джуно». Фільм закінчується влітку. Джуно і Полі грають на гітарах, співають і потім цілуються.

## Творці фільму

### Знімальна група
Кінорежисер — Джейсон Райтман, сценаристом була Діабло Коді, кінопродюсерами — Ліанн Гельфон, Джон Малкович, Мейсон Новік і Рассел Сміт, виконавчі продюсери — Джозеф Дрейк, Даніель Дубецький і Натан Кагане. Композитор: Матео Мессіна, кінооператор — Ерік Стілберґ, кіномонтаж: Дана Е. Ґлауберман. Підбір акторів — Кара Липсон і Мінді Марін, художники-постановники — Майкл Дінер і Катерина Леман, художник по костюмах — Монік Прюдом.

### У ролях
| Актор                               | Персонаж                            | Роль                              |
| ----------------------------------- | ----------------------------------- | --------------------------------- |
| Елліот Пейдж (в титрах Еллен Пейдж) | Джуно МакҐуфф англ. Juno MacGuff    | 16-річна школярка                 |
| Майкл Сера                          | Поулі Блікер англ. Paulie Bleeker   | друг Джуно                        |
| Дженніфер Гарнер                    | Ванесса Лорінґ англ. Vanessa Loring | майбутня прийомна мати дитини     |
| Джейсон Бейтман                     | Марк Лорінґ англ. Mark Loring       | майбутній прийомний батько дитини |
| Еллісон Дженні                      | Брен МакҐуфф англ. Bren MacGuff     | мачуха Джуно                      |
| Дж. К. Сіммонс                      | Мак МакҐуфф англ. Mac MacGuff       | батько Джуно                      |
| Олівія Тірлбі                       | Лія англ. Leah                      | подруга Джуно                     |
| Рейн Вілсон                         | Ролло англ. Rollo                   | продавець в магазині              |
| Емілі Перкінс                       |                                     | панк на ресепшн                   |

## Сприйняття

### Критика
Фільм отримав позитивні відгуки: Rotten Tomatoes дав оцінку 94 % на основі 205 відгуків від критиків (середня оцінка 8,1/10) і 88 % від глядачів (545,336 голосів). Загалом на сайті фільми має позитивний рейтинг, фільму зарахований «стиглий помідор» від кінокритиків і «попкорн» від глядачів, Internet Movie Database — 7,6/10 (342 372 голоси), Metacritic — 81/100 (38 відгуків критиків) і 8,4/10 від глядачів (1129 голосів). Загалом на цьому ресурсі від критиків і від глядачів фільм отримав позитивні відгуки.

### Касові збори
Під час показу у США протягом першого (вузького, з 5 грудня 2007 року) тижня фільм був показаний у 7 кінотеатрах і зібрав 413,869 $, що на той час дозволило йому зайняти 17 місце серед усіх прем'єр. Наступного (широкого, з 25 грудня 2007 року) тижня фільм був показаний у 1,019 кінотеатрах і зібрав 10,634,576 $ (5 місце). Показ фільму протривав 198 днів (28,3 тижня) і завершився 19 червня 2008 року. За цей час фільм зібрав у прокаті у США 143,495,265  доларів США, а у решті світу 87,916,319 $ (за іншими даними 87,954,837 $), тобто загалом 231,411,584 $ (за іншими даними 231,450,102 $) при бюджеті 7,5 млн $ (за іншими даними 7 млн $).

### Нагороди і номінації
| Рік  | Нагорода                                           | Категорія                             | Номінант                                 | Результат |
| ---- | -------------------------------------------------- | ------------------------------------- | ---------------------------------------- | --------- |
| 2008 | 80-та церемонія вручення нагороди «Оскар»          | Найкращий оригінальний сценарій       | Діабло Коді                              | Перемога  |
| 2008 | 80-та церемонія вручення нагороди «Оскар»          | Найкраща режисерська робота           | Джейсон Райтман                          | Номінація |
| 2008 | 80-та церемонія вручення нагороди «Оскар»          | Найкращий фільм                       | Ліанн Гельфон, Мейсон Новік, Рассел Сміт | Номінація |
| 2008 | 80-та церемонія вручення нагороди «Оскар»          | Найкраща жіноча роль                  | Еллен Пейдж                              | Номінація |
| 2008 | 65-та церемонія вручення нагороди «Золотий глобус» | Найкращий фільм (комедія або мюзикл)  | стрічка                                  | Номінація |
| 2008 | 65-та церемонія вручення нагороди «Золотий глобус» | Найкраща акторка (комедія або мюзикл) | Еллен Пейдж                              | Номінація |
| 2008 | 65-та церемонія вручення нагороди «Золотий глобус» | Найкращий сценарій                    | Діабло Коді                              | Номінація |
| 2008 | 61-ша Премія БАФТА у кіно                          | Найкращий оригінальний сценарій       | Діабло Коді                              | Перемога  |
| 2008 | 61-ша Премія БАФТА у кіно                          | Найкраща акторка                      | Еллен Пейдж                              | Номінація |

### Виноски
1. 1 2 3  Juno: Release Info (англ.). Internet Movie Database. Архів оригіналу за 8 квітня 2015. Процитовано 30 вересня 2014.
2. 1 2  Джуно. Kino-teatr.ua. Архів оригіналу за 6 жовтня 2014. Процитовано 30 вересня 2014.
3. 1 2  Juno (англ.). Internet Movie Database. Архів оригіналу за 18 квітня 2012. Процитовано 30 вересня 2014.
4. 1 2 3 4 5 6  Juno (англ.). The Numbers. Архів оригіналу за 6 жовтня 2014. Процитовано 30 вересня 2014.
5. 1 2 3 4 5  Juno (англ.). Box Office Mojo. Архів оригіналу за 21 жовтня 2013. Процитовано 30 вересня 2014.
6. ↑  Juno (англ.). Allmovie. Архів оригіналу за 4 травня 2014. Процитовано 30 вересня 2014.
7. ↑  Juno: Full Cast & Crew (англ.). Internet Movie Database. Архів оригіналу за 12 жовтня 2014. Процитовано 30 вересня 2014.
8. ↑  Juno (англ.). Rotten Tomatoes. Архів оригіналу за 1 листопада 2013. Процитовано 30 вересня 2014.
9. ↑  Juno (англ.). Metacritic. Архів оригіналу за 11 вересня 2013. Процитовано 30 вересня 2014.
10. ↑  Juno: Awards (англ.). Internet Movie Database. Архів оригіналу за 1 березня 2015. Процитовано 30 вересня 2014.